# Golaš
Golaš – wieś w Chorwacji, w żupanii istryjskiej, w gminie Bale. W 2011 roku liczyła 114 mieszkańców.